# Autoroute de Wallonie

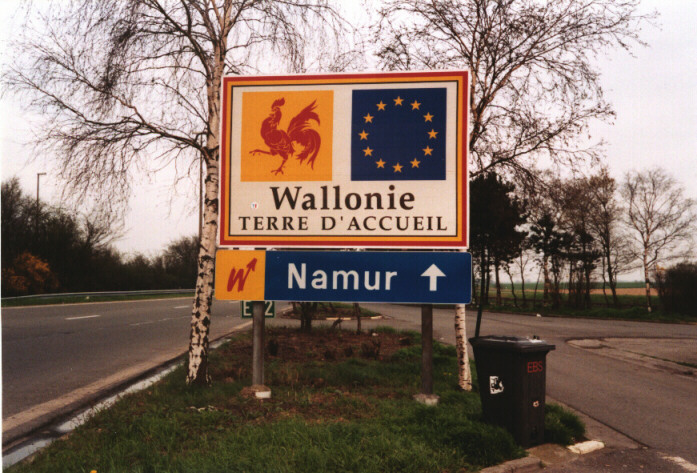
Panneau routier à la frontière de la Région wallonne sur l'autoroute de Wallonie

L'Autoroute de Wallonie est l'autoroute qui traverse toute la Région wallonne d'est en ouest. Il s'agit principalement de l'autoroute belge A15, mais également des tronçons de l'A3, A7 et A16 qui relie Verviers à Tournai sous la numérotation européenne E42 en passant par Liège, Namur, Charleroi, La Louvière, Mons.

## Une vieille revendication
Déjà réclamée avant la Deuxième guerre mondiale par Jean Duvieusart, futur Premier ministre belge qui écrivait en 1938
« 
Les communications par route et par eau Hainaut-Liège posent des problèmes particulièrement actuels. Il n'est pas sûr que le salut de la Belgique s'accommode des seules routes en étoile, avec Bruxelles comme centre. Il faut une autoroute moderne Hainaut-Liège pour la connexion des deux centres industriels wallons. »
Le Conseil économique wallon la réclamera déjà dans son existence clandestine sous l'Occupation et après elle des députés comme François Van Belle, Lucien Harmegnies interpelleront souvent le gouvernement. À la suite des revendications des milieux économiques et politiques wallons, le Gouvernement belge l'inclut dans son plan quinquennal 1948-1957, mais sans lui donner le caractère d'urgence que ceux qui la réclament exigent. Le gouvernement y devient plus attentif lorsque le Gouvernement belge signe le 16 septembre 1950 la Déclaration sur la construction de grandes routes de trafic international qui prévoit notamment une liaison Paris-Cologne dont l'autoroute de Wallonie est en somme un tronçon.

## Les idées deFernand Baudhuin
Le gouvernement belge reste cependant influencé par les idées de Fernand Baudhuin qui estime que la priorité demeure la liaison des centres wallons à Bruxelles et Anvers et non la liaison des centres wallons entre eux. Ce qui entraine la réaction de gens comme René Dupriez dans La Nouvelle Gazette, mais aussi de l'édition belge de Témoignage chrétien. En 1953, André Schreurs, aspirant FNRS publie une thèse justifiant la construction de cette infrastructure. Et il est appelé à défendre l'idée devant le Centre Harmel. Schreurs est également le rapporteur sur ce sujet d'un colloque organisé à Mons par le Congrès national wallon sous la présidence de Léo Collard. Pour Schreurs cette liaison qui est en gros le décalque de la vieille route romaine Bavai-Cologne s'impose pour des raisons politiques, sociales et économiques. Sur le plan politique Schreurs évoque notamment : 
« La nécessité d'accorder à la Wallonie un traitement moral et un équipement technique semblables à ceux dont bénéficie la Flandre, et de contribuer ainsi à la tension qui depuis cinquante ans trouble les rapports entre les deux régions du pays et qui s'est accusé si vivement ces derniers temps. »

## Mise en  œuvre du projet
Les premières expropriations datent de 1955, mais les travaux ne commencent qu'en 1962 sous l'impulsion de Jean-Joseph Merlot, ministre des travaux publics qui inaugure le chantier Loncin-Rocourt. En 1969, l'achèvement de l'échangeur de Loncin donne lieu à l'émission d'un timbre belge portant les mots Autoroute de Wallonie/Autoweg van Wallonië. La presse estime que l'autoroute ne sera achevée que lorsque Liège et Tournai seront reliées, notamment le journaliste wallon Jacques Guyaux dans Le Monde du 15 décembre 1972 sous le titre Un rêve d'un quart de siècle, l'autoroute de Wallonie, grande voie de communication européenne et condition de l'expansion wallonne. Pour le vice-Premier ministre André Cools, 
«  L'autoroute de Wallonie marque la première concrétisation  de la Belgique régionalisée, car c'est la première fois qu'on n'inaugure pas une autoroute qui n'aille pas vers le nord du pays, mais le traverse d'est en ouest. »
En 1977, la Délégation permanente des mouvements wallons dénoncera le fait que Tournai n'est pas encore relié à Liège et que l'autoroute de l'Ardenne n'est pas encore tracée.
À l'origine, l'autoroute de Wallonie désignait l'ensemble de la nouvelle route de la frontière française à la frontière allemande. Par après, le tronçon Liège-Verviers fut rebaptisé "autoroute Roi Baudouin", car il fut plutôt considéré comme le prolongement de la dite autoroute reliant Bruxelles à Liège.